# Luc Benoist
Pour les articles homonymes, voir Benoist.
Luc Benoist, né le 22 décembre 1893 dans le 1er arrondissement de Paris et mort le 28 juillet 1979 à Mauves-sur-Loire (Loire-Atlantique), est un historien d'art, écrivain et conservateur français, également connu sous le pseudonyme de Luc-Benoist.
D'abord conservateur de musée, puis historien de l'art, Luc Benoist a publié de nombreux ouvrages sur l'histoire de l'art. Il s'est également intéressé à la spiritualité, puis à l'ésotérisme et au symbolisme, notamment après s'être ouvert à la métaphysique orientale et à l'œuvre de René Guénon.

## Biographie
Il a été conservateur adjoint du château de Versailles, conservateur honoraire des Musées de France et conservateur du Musée des beaux-arts de Nantes (1947-1959).
À partir de 1928, il découvre deux livres de René Guénon, et l'œuvre de cet auteur entraînera chez lui une complète réorientation intellectuelle. En 1939, Jean Paulhan lui commande un article sur l'œuvre de Guénon pour La Nouvelle Revue française, qui ne sera publié qu'en 1943. Correspondant de Guénon alors installé au Caire, Benoist collaborait régulièrement à la revue Études Traditionnelles.

## Publications
- Adolescentines, Paris, A. Bessire, 1921.
- Les Tissus, la tapisserie, les tapis, Paris, F. Rieder et Cie, 1926.
- La Sculpture romantique, Paris, La Renaissance du Livre, 1928, .
- Coysevox, Paris, Plon, « Les Maîtres de l'art », 1930.
- La Cuisine des anges. Une esthétique de la pensée, 1930. Extrait de la Revue universelle, 1er juin - 1er juillet, 1930 ; rééd. avec une préface de Gabriel Marcel, Paris, R. Helleu, 1932 ; rééd. sous le titre La Cuisine des anges. Essai sur la formation du langage suivi de Littérature et tradition, dessins de Gregorio Prieto, Rennes, Éditions AWAC Bretagne, « Tradition universelle », 1978.
- Siméon, lettre-préface par Jean-Jacques Brousson, portrait par Laure Albin-Guillot, Paris, H. Babou, 1930.
- Notre-Dame de l'Épine, ouvrage illustré de 38 gravures et 1 plan, Évreux, Paris, Henri Laurens, 1933.
- (coll.), Les Peintres de fêtes galantes. Le portrait et le paysage: Lancret, Pater, Boucher, Nattier, La Tour, Perronneau, Greuze, Vernet, Hubert Robert, Moreau l'aîné, avec des textes de Luc Benoist, Louis Réau, Henri Puvis de Chavannes, Robert Rey, Paris, A. Skira, 1938.
- Art du monde, la spiritualité du métier, Paris, Gallimard, 1941.
- Michel-Ange, Paris, Éditions de Cluny, 1941.
- Versailles et la monarchie, Paris, Éditions de Cluny, 1947.
- La Sculpture en Europe, avec 116 dessins de Jean Bartlett, Paris, Presses universitaires de France, coll. « Que sais-je ? », 1949.
- Musées et muséologie, Paris, Presses universitaires de France, coll. « Que sais-je ? », 1960.
- L'Ésotérisme, Paris, Presses universitaires de France, coll. « Que sais-je ? », 1963.
- Le Compagnonnage et les métiers, Paris, Presses universitaires de France, coll. « Que sais-je ? », 1966.
- Histoire de la peinture, Paris, Presses universitaires de France, coll. « Que sais-je ? », 1970.
- Signes, symboles et mythes, Paris, Presses universitaires de France, coll. « Que sais-je ? », 1975.
- Visages et paysages de Luce Gabourg, Nantes, S. Chiffoleau, 1978.
- Le Château des ducs de Bretagne et ses collections, Nantes, Chiffoleau, 1979.